# Renaud Marx
Pour les articles homonymes, voir Marx.
 (mai 2025).
Si vous disposez d'ouvrages ou d'articles de référence ou si vous connaissez des sites web de qualité traitant du thème abordé ici, merci de compléter l'article en donnant les références utiles à sa vérifiabilité et en les liant à la section « Notes et références ».
Renaud Marx est un acteur français, né le 20 août 1959.
Actif dans le doublage jusqu'en 2022, il est notamment l'une des voix françaises de Dermot Mulroney, Tom Sizemore, John Cusack et John Travolta au cinéma, et double de manière régulière l'acteur Bill Pullman ou encore Eric Dane à la télévision.
Il a également prêté sa voix à Shang dans Mulan et l'ours Tibère dans Tibère et la Maison bleue.

## Biographie

### Jeunesse
Renaud Marx est le fils de l'actrice Denise Bosc et du comédien et compositeur Robert Marcy.

### Carrière
Renaud Marx est présent à la télévision dans plusieurs séries, notamment dans Julie Lescaut sur TF1 dans le rôle du lieutenant Kaplan.
En 2008-2009, il a joué dans la série Brigade Navarro dans laquelle il était le commissaire divisionnaire Zimmerman.
Au théâtre, il a notamment joué dans Homosexualité de Jean-Luc Jeener en 2008.
Chanteur, il participe à plusieurs comédies musicales comme Les Misérables.
En février 2022, il décide de mettre fin à la carrière qu'il vivait jusqu'à présent dans le domaine du doublage.[réf. nécessaire]

### Vie privée
Il est le père de la comédienne et humoriste Cécile Marx.[réf. nécessaire]

## Filmographie

### Cinéma
- 1986 : L'État de grâce
- 1989 : La Révolution française : le marchand d'estampes

### Télévision

#### Téléfilms
- 1986 : Le Partenaire inattendu dans la Série rose d'Alain Schwarzstein
- 1992 : Les merisiers : le déménageur
- 2004 : Le fond de l'air est frais : Édouard
- 2005 : Joseph de Marc Angelo : François
- 2007 : La Dame d'Izieu de Alain Wermus : Dr Nathan

#### Séries télévisées
- 1979 : Désiré Lafarge (épisode Désiré Lafarge suit le mouvement de Guy Lefranc)
- 1980 : Julien Fontanes, magistrat : le chauffeur
- 1980 : Les Cinq Dernières Minutes de Jean-Yves Jeudy (épisode Un parfum d'Angélique) : Jacky
- 1981 : Dickie-roi : Dirk
- 1982 : Médecins de nuit de Gérard Clément (épisode Le Bizutage)
- 1990 : Série rose
- 1990 : Le Triplé gagnant
- 1995-2005 : Julie Lescaut : l'inspecteur puis lieutenant David Kaplan
- 2002 : Joséphine, ange gardien : Xavier (épisode La vérité en face)
- 2006 : Navarro : le commissaire Ferrière
- 2007 : Les jurés : Max
- 2008 : Boulevard du palais : Docteur Belle-Roche
- 2009 : Brigade Navarro : le commissaire-divisionnaire Thierry Zimmerman, remplaçant du divisionnaire Navarro
- 2014 : Julie Lescaut : David Kaplan (apparition dans l'épisode L'ami perdu)

#### Clips vidéos
- 1987 : apparition dans le clip Sauvez-moi de Jeanne Mas (rôle masculin principal)
- 1989 : apparition dans le clip J'accuse de Jeanne Mas (rôle masculin principal)

## Doublage

### Cinéma

#### Films
- Bill Pullman dans (14 films) : 
  - L'Amour à tout prix (1995) : Jack Callaghan
  - Casper (1995) : Dr James Harvey
  - Lost Highway (1997) : Fred Madison
  - Lake Placid (1999) : Jack Wells
  - The Grudge (2004) : Peter Kyle
  - Dear Wendy (2005) : Krugsby
  - Surveillance (2008) : Sam Hallaway
  - Le Secret de Peacock (2010) : Edmund French
  - Equalizer (2014) : Brian Plummer
  - American Ultra (2015) : Raymond Krueger
  - Brother Nature (2016) : Jerry Turley
  - L. B. Johnson, après Kennedy (2016) : le sénateur Ralph Yarborough
  - Equalizer 2 (2018) : Brian Plummer
  - The Coldest Game (2019) : Joshua Mansky
- Dermot Mulroney dans (10 films) : 
  - Une équipe aux anges (1994) : M. Bomman
  - Copycat (1995) : Ruben Goetze
  - Ça tourne à Manhattan (1995) : Wolf
  - J. Edgar (2011) : Colonel Schwarzkopf
  - Jobs (2013) : Mike Markkula
  - Insidious : Chapitre 3 (2015) : Sean Brenner
  - Lavender (2016) : Patrick
  - Dirty Papy (2016) : David Kelly
  - Sleepless (2017) : Stan Rubino
  - La Montagne entre nous (2017) : Mark
- Tom Sizemore dans (9 films) : 
  - Point Break (1991) : l'agent de la DEA Deets
  - Drôles de fantômes (1993) : Milo Peck
  - Tueurs nés (1994) : Jack Scagnetti
  - Le Diable en robe bleue (1995) : DeWitt Albright
  - Il faut sauver le soldat Ryan (1998) : Sergent Michael Horvath
  - La Chute du faucon noir (2001) : Lieutenant Colonel Danny McKnight
  - USS Indianapolis : Men of Courage (2016) : McWhorter
  - The Secret Man: Mark Felt (2017) : William C. Sullivan, un agent du FBI
  - Quad (2020) : Lucky
- John Cusack dans (9 films) : 
  - Aux bons soins du docteur Kellogg (1994) : Charles Ossinning
  - Minuit dans le jardin du bien et du mal (1997) : John Kelso
  - La Main au collier (2005) : Jake Anderson
  - Le Contrat (2006) : Ray Keene
  - Un enfant pas comme les autres (2009) : David
  - Paperboy (2012) : Hillary Van Wetter
  - Le Majordome (2013) : Richard Nixon
  - Cell Phone (2016) : Clay Riddell
  - Never Grow Old (2019) : Dutch Albert
- John Travolta dans (6 films) : 
  - Get Shorty (1995) : Chili Palmer
  - Phénomène (1996) : George Malley
  - She's So Lovely (1997) : Joey
  - Volte-face (1997) : Sean Archer / Castor Troy
  - Préjudice (1998) : Jan Schlichtmann
  - La Ligne rouge (1998) : Brigadier Général Quintard
- Kenneth Branagh dans (6 films) : 
  - Wild Wild West (1999) : Dr. Arliss Loveless
  - Harry Potter et la Chambre des secrets (2002) : Gilderoy Lockhart
  - Walkyrie (2008) : Henning von Tresckow
  - Le Crime de l'Orient-Express (2017) : Hercule Poirot
  - Tenet (2020) : Andrei Sator
  - Mort sur le Nil (2022) : Hercule Poirot
- Woody Harrelson dans (5 films) : 
  - Les Adversaires (1999) : Vince Boudreau
  - Coup d'éclat (2005) : Stan Lloyd
  - The Big White (2005) : Raymond Barnell
  - Bataille à Seattle (2008) : Dale
  - Semi-pro (2008) : Monix
- Donnie Wahlberg dans (5 films) : 
  - Saw 2 (2005) : Eric Matthews
  - Saw 3 (2006) : Eric Matthews
  - Dead Silence (2007) : Jim Lipton
  - Saw 4 (2007) : Eric Matthews
  - La Loi et l'Ordre (2008) : L'inspecteur Riley
- Moritz Bleibtreu dans (4 films) : 
  - L'Expérience (2001) : Tarek Fahd
  - La Bande à Baader (2008) : Andreas Baader
  - Le Cinquième Pouvoir (2013) : Marcus
  - Stereo (2014) : Henry
- James Spader dans :
  - Neige sur Beverly Hills (1987) : Rip
  - La Fièvre d'aimer (1990) : Max Baron
- Elias Koteas dans :
  - La Maison des otages (1990) : Wally Bosworth
  - Les Tortues Ninja 3 (1993) : Casey Jones
- Jeff Daniels dans :
  - Les 101 Dalmatiens (1996) : Roger
  - Mon Martien bien-aimé (1999) : Tim O'Hara
- Jeremy Northam dans :
  - Emma, l'entremetteuse (1997) : M. Knightley
  - Gosford Park (2001) : Ivor Novello
- Thomas Haden Church dans :
  - George de la jungle (1997) : Lyle Van De Groot
  - George de la jungle 2 (2003) : Lyle Van De Groot
- Ben Chaplin dans :
  - Calculs meurtriers (2002) : Sam Kennedy
  - London Boulevard (2010) : Billy Norton
- Michael Shannon dans :
  - Bug (2007): Peter
  - Machine Gun (2011) : Donnie
- Eric Dane dans :
  - Marley et moi (2008) : Sebastian
  - Valentine's Day (2010) : Sean Jackson
- Saïd Taghmaoui dans :
  - Conan (2011) : Ela-Shan
  - Infiltrator (2016) : Amjad Awan
- Lior Ashkenazi dans :
  - Big Bad Wolves (2013) : Micki
  - Le Dossier Mona Lina (2017) : Gad
- Ethan Suplee dans :
  - Blackout total (2014) : officier Dave
  - Le Casse (2016) : le détective
- 1988 : Milagro : Herbie Platt (Daniel Stern)
- 1989 : Pink Cadillac : Roy McGuirr (Timothy Carhart)
- 1989 : Batman : le présentateur télé (Bruce McGuire)
- 1989 : Erik, le Viking : Erik (Tim Robbins)
- 1989 : Famille immédiate : Sam (Kevin Dillon)
- 1990 : Affaires privées : Van Stretch (William Baldwin)
- 1990 : Présumé Innocent : Jamie Kemp (Bradley Whitford)
- 1990 : Aux sources du Nil : Edward (Adrian Rawlins)
- 1990 : Karaté Tiger 3 : Frères de sang (en) : Casey Alexander (Keith Vitali (en))
- 1991 : Chucky 3 : Cadet Brett C. Shelton (Travis Fine)
- 1992 : 1492 : Christophe Colomb : Alonso de Bolanos (José Luis Ferrer)
- 1992 : Un faux mouvement : Bobby (Jimmy Bridges)
- 1993 : Indiscrétion assurée : le capitaine Coldshank (Dan Lauria)
- 1993 : État second : Manny Rodrigo (Benicio Del Toro)
- 1993 : L'Impasse : Benny Blanco du Bronx (John Leguizamo)
- 1994 : Wayne's World 2 : L'Albinos Oculaire Partiel (Kevin Pollak)
- 1994 : The Crow : Eric Draven/The Crow (Brandon Lee)
- 1994 : Double Dragon : Koga Shuko (Robert Patrick)
- 1994 : Léon : un policier ( ? )
- 1994 : Les Patriotes : ? ( ? )
- 1994 : Rapa Nui : Riro (Gordon Hatfield)
- 1995 : USS Alabama : Peter Ince (Viggo Mortensen)
- 1995 : Dunston : Panique au palace : Robert Grant (Jason Alexander)
- 1995 : Sabrina : David Larrabee (Greg Kinnear)
- 1995 : Dracula, mort et heureux de l'être : Jonathan Harker (Steven Weber)
- 1995 : Miami Rhapsody : Matt (Gil Bellows)
- 1995 : Midnight Man : le prince Samarki (James Lew)
- 1996 : Striptease : Chris Rojo (José Zúñiga)
- 1996 : Leçons de séduction : Gregory Larkin (Jeff Bridges)
- 1996 : Disjoncté : Al (Harry O'Reilly)
- 1996 : Dernier Recours : Giorgio Carmonte (Michael Imperioli)
- 1996 : Bottle Rocket : Anthony Adams (Luke Wilson)
- 1996 : Moll Flanders, ou les mémoires d'une courtisane : l'artiste (John Lynch)
- 1996 : Bound : Johnnie Marzzone (Christopher Meloni)
- 1996 : Barb Wire : Charlie Kopetski (Jack Noseworthy)
- 1997 : Funny Games : Paul (Arno Frisch)
- 1997 : Cube : David Worth (David Hewlett)
- 1997 : Excess Baggage : Greg Kistler (Harry Connick Jr.)
- 1997 : Mad City : Malt Dohlten (William Atherton)
- 1997 : Mortal Kombat : Destruction finale : Shao Kahn (Brian Thompson)
- 2000 : Company Man : Alan Quimp (Douglas McGrath)
- 2000 : Les Initiés : Greg Weinstein (Nicky Katt)
- 2002 : 800 balles : Le déménageur (Ander Sistiaga)
- 2002 : Blade 2 : Scud (Norman Reedus)
- 2004 : Le Fantôme de l'Opéra : Bouquet (Kevin McNally)
- 2005 : Chaos : Martin Jenkins (Henry Czerny)
- 2005 : Thank You for Smoking : Sénateur Lothridge (Spencer Garrett)
- 2005 : Match Point : Parry (Steve Pemberton)
- 2005 : Assaut sur le central 13 : Rosen (Kim Coates)
- 2005 : Don't Come Knocking : Sutter (Tim Roth)
- 2006 : Like Minds : Josh Campbell (Jon Overton)
- 2006 : Friends with Money : David (Jason Isaacs)
- 2006 : Entre deux rives : Morgan (Dylan Walsh[1])
- 2007 : Cours toujours Dennis : Whit (Hank Azaria)
- 2007 : Joyeuses Funérailles : Daniel (Matthew Macfadyen)
- 2007 : Le Jour où la Terre s'arrêta : Grossman (J. C. MacKenzie)
- 2007 : La Guerre selon Charlie Wilson : Harold Holt (Denis O'Hare)
- 2008 : Max la Menace : Bruce et Lloyd se déchaînent : Bob (Mitch Rouse)
- 2008 : Les Trois Royaumes : Sun Quan (Chang Chen)
- 2009 : Ma vie pour la tienne : Brian Fitzgerald (Jason Patric)
- 2009 : Agora : Isidorus (Omar Mostafa)
- 2009 : District 9 : Wikus Van de Merwe (Sharlto Copley)
- 2009 : Avatar : le premier responsable de la mission (Michael Blain-Rozgay)
- 2010 : Le Chasseur de primes : Edmund (Adam LeFevre)
- 2010 : Expendables : Unité spéciale : James Munroe (Eric Roberts)
- 2010 : Welcome to the Rileys : Jerry (Joe Chrest)
- 2011 : Le Mytho : Eddie (Nick Swardson)
- 2011 : Rhum express : Segarra (Amaury Nolasco)
- 2011 : The Thing : Colin (Jonathan Lloyd Walker)
- 2011 : X-Men : Le Commencement : Levene (Demetri Goritsas)
- 2012 : The Descendants : Barry Thorson (Scott Michael Morgan)
- 2013 : The Iceman : Dominick Provenzano (Jay Giannone)
- 2013 : Le Loup de Wall Street : Alden Kupferberg (Henry Zebrowski)
- 2014 : X-Men: Days of Future Past : le colonel Sanders (Andreas Apergis)
- 2014 : The Rover : un soldat (Anthony Hayes)
- 2014 : Le Prodige : Lothar Schmidt (Brett Watson)
- 2016 : Florence Foster Jenkins : Carlo Edwards (David Haig)
- 2017 : Mes vies de chien : le patron du père d'Ethan (Peter Kelamis)
- 2017 : The Foreigner : Jim Kavanagh (Michael McElhatton)
- 2018 : Horse Soldiers : le colonel Max Bowers (Rob Riggle)
- 2019 : L'Ombre de Staline : George Orwell (Joseph Mawle)
- 2021 : Blue Miracle : Gary (Chris Doubek)
- 2021 : Bloody Milkshake : Nathan (Paul Giamatti)

#### Films d'animation
- 1948 : Mélodie Cocktail : Narrateur (Le Temps d'une Chanson) / Maître de cérémonie (2d doublage, 1998)
- 1980 : Le Roi et l'Oiseau : Le Ramoneur
- 1993 : Les Vacances des Tiny Toons : Johnny Pew
- 1998 : Mulan : Shang
- 1999 : Jin-Roh, la brigade des loups : Kazuki Fuse
- 2000 : La Petite Sirène 2 : Flash (voix chantée)
- 2001 : La Belle et le Clochard 2 : Truffe
- 2001 : Kuzco, l'empereur mégalo : Garde transformé en vache
- 2003 : Les 101 Dalmatiens 2 : Sur la trace des héros : Roger
- 2004 : Mulan 2 : La Mission de l'Empereur : Shang
- 2015 : La Ligue des justiciers : Dieux et Monstres : Batman / Dr Kirk Langstrom
- 2017 : Justice League Dark : Abnegazar

### Télévision

#### Téléfilms
- David Cubitt dans :
  - Magnitude 10,5 (2004) : Jordan Fisher
  - Magnitude 10,5 : L'Apocalypse (2006) : Jordan Fisher
- Bill Pullman dans :
  - Un père pas comme les autres (2004) : Gary Dolan
  - Too Big to Fail : Débâcle à Wall Street (2011) : Jamie Dimon
- 1992 : Secrets : 	Bill Warwick (Ben Browder)
- 1994 : Les Révoltés d'Attica : Michael Smith (Kyle MacLachlan)
- 2000 : Le Prix du silence : Andy Boychuk (Robert Hays)
- 2001 : Jeu macabre : Paul Jarvis (Grant Nickalls)
- 2006 : Un mariage malgré tout ! : Ben Grandy (Eric Dane)
- 2006 : La Peur d'un rêve : Matt Carson (Michael Rogers)
- 2007 : Le cœur n'oublie pas : David (Terry Maratos)
- 2007 : L'Insoutenable Vérité : Glen Dasher (Philip Granger)
- 2008 : La Messagère : Daniel Nicholson / Dave Tanner (Steve Cumyn)
- 2011 : Snowmageddon : John Miller (Sheldon Wilson)
- 2013 : Le Meurtrier de minuit : Richardson (Mark DeCarlo)

#### Séries télévisées
- Michael Irby dans :
  - Line of Fire (2003-2004) : Amiel Macarthur (13 épisodes)
  - Les Experts : Manhattan (2011) : Kenny Hexton (saison 7, épisode 22)
  - Les Experts (2012) : Adrian Flores (saison 13, épisode 3)
  - Castle (2013) : Shane Winters (saison 5, épisode 11)
  - State of Affairs (2015) : Eric Markey (épisode 9)
- Matt Letscher dans :
  - Eli Stone (2008-2009) : Nathan Stone (21 épisodes)
  - Entourage (2009) : Dan Coakley (3 épisodes)
  - The Good Wife (2011) : Adam Boras (saison 2, épisode 11)
  - Scandal[2] (2012-2013) : Billy Chambers (8 épisodes)
  - Castle (2014-2015) : Henry Jenkins (3 épisodes)
- Eric Dane dans :
  - Grey's Anatomy (2006-2021) : Dr Mark Sloan (139 épisodes)
  - Private Practice (2009-2010) : Mark Sloan (saison 2, épisode 16 et saison 3, épisode 11)
  - The Last Ship (2014-2018) : le commandant Tom Chandler (56 épisodes)
  - The Fixer (en) (2015) : Carter (4 épisodes)
  - Euphoria (2019) : Cal Jacobs (1re voix, saison 1 - 8 épisodes)
- Roger Cross dans :
  - 24 Heures chrono (2006-2007) : Curtis Manning (2e voix)
  - Bionic Woman (2007) : Bomani (épisode 7)
  - Chuck (2010) : l'agent de l'Alliance (saison 3, épisode 12)
  - The Gates (2010) : le coach Ross (4 épisodes)
- Marc Evan Jackson dans :
  - Parks and Recreation (2013-2015) : Trevor Nelsson (10 épisodes)
  - Brooklyn Nine-Nine (2014-2021) : Dr Kevin Cozner (18 épisodes)
  - The Good Place (2017-2020) : Shawn (14 épisodes)
  - Better Call Saul (2018) : Henry DeVore (saison 4, épisode 4)
- David Cubitt dans : 
  - Médium (2005-2011) : l'inspecteur Lee Scanlon (111 épisodes)
  - Siren (2018-2020) : Ted Pownall (26 épisodes)
  - Altered Carbon (2020) : Dugan (3 épisodes)
- Kevin Alejandro dans : 
  - Ugly Betty (2006-2007) : Santos Reynoso (8 épisodes)
  - Shark (2007-2008) : Danny Reyes (16 épisodes)
  - Drop Dead Diva (2009) : Michael Fernandez (saison 1, épisode 5)
- David Morrissey dans :
  - Jeux de pouvoir (2003) : Stephen Collins (mini-série)
  - Cape Wrath (2007) : Danny Brogan (8 épisodes)
- Elias Koteas dans :
  - Conviction (2006) : Mike Randolph (épisode 1)
  - Les Experts : Manhattan (2008) : Joe/Douglas Anderson (saison 4, épisode 21 et saison 5, épisode 1)
- Andy Comeau (en) dans :
  - Dr House (2007) : Dr Travis Brennan (saison 4, 5 épisodes)
  - US Marshals : Protection de témoins (2009) : Barry Ness (saison 2, épisode 12)
- Ace Bhatti (en) dans :
  - Journal intime d'une call girl (2007-2008) : Ashok (3 épisodes)
  - Beowulf : Retour dans les Shieldlands (2016) : Harken (4 épisodes)
- Tom Sizemore dans :
  - Hawaii 5-0 (2011-2012) : le capitaine Vincent Fryer (5 épisodes)
  - Twin Peaks (2017) : Anthony Sinclair (6 épisodes)
- Terry Serpico dans : 
  - Star Trek: Discovery (2017) : l'amiral Brett Anderson (saison 1, épisode 1)
  - The Good Fight (2018) : l'officier Vince Torino (saison 2, épisode 5)
- Peter Kelamis (en) dans :
  - iZombie (2017) : M. Huntsman (3 épisodes)
  - Le Maître du Haut Château (2018) : Richie (saison 3, épisode 10)
- Josh Stamberg dans :
  - Dr House (2007) : Don Errick (saison 3, épisode 14)
  - The Loudest Voice (2019) : Bill Shine (mini-série)
- 1993 : Brisco County (1993) : Donovan Joe (Pat Skipper) (saison 1, épisode 2)
- 1996 : Loïs et Clark : Les Nouvelles Aventures de Superman : Bob Stanford (Antonio Sabato Jr.) (saison 4, épisode 8)
- 1996-1997 : Docteur Quinn, femme médecin : le révérend Timothy Johnson (Geoffrey Lower) (2e voix)
- 1998 : Le Caméléon : Dr Blythe (Don McManus) (saison 3, épisode 1)
- 2000 : Roswell : l'agent Daniel Pierce (David Conrad) (5 épisodes) / M. Crawford (Chris Ellis) (saison 2, épisode 6)
- 2000 : That '70s Show : Bud Hyde (Robert Hays) (saison 3, épisodes 3 et 9)
- 2004 : Sue Thomas, l'œil du FBI : Ben Myers (Michael Cram) (saison 2, épisode 16)
- 2004-2006 : Cold Case : Affaires classées : Joe Young (Bradley Stryker) (saison 2, épisode 20), Bill Simmons (John Getz) (saison 3, épisode 17) et Grant Hall (Don Swayze) (saison 4, épisode 17)
- 2004 / 2006 : Dr House : Bill Arnello (Danny Nucci) (saison 1, épisode 15) et Ted Dalton (Edward Kerr) (saison 2, épisode 11)
- 2005 : The Shield : l'inspecteur Armando « Army » Renta (Michael Peña) (10 épisodes)
- 2005 : Close to Home : Juste Cause : l'officier Keith Macklin (Dwayne Adway) (saison 1, épisode 4)
- 2006 : Blade : l'agent Ray Collins (Larry Poindexter) (8 épisodes)
- 2006 : Desperate Housewives : Art Shepherd (Matt Roth) (4 épisodes)
- 2006-2007 : Newport Beach : Frank Atwood (Kevin Sorbo) (7 épisodes)
- 2007 : Rescue Me : Les Héros du 11 septembre : Troy Vollie (Desmond Harrington) (7 épisodes)
- 2007 : Private Practice : Bill Henderson (Bruce Nozick) (saison 1, épisode 1)
- 2007 : Numbers : Pete Friscia (Tim DeKay) (saison 4, épisode 5)
- 2007 : Esprits criminels : Evan Abby (Tom Schanley) (saison 2, épisode 19)
- 2008 : Cashmere Mafia : Todd McDonnell (Jason Antoon) (épisodes 3 et 5)
- 2008 : Terminator : Les Chroniques de Sarah Connor : Charlie Fischer (Adam Busch) (saison 2, épisode 9)
- 2008-2009 : Les Experts : Stewart Lytle (Benjamin King) (saison 8, épisode 16) / Jonathan Danton (Reg Rogers) (saison 9, épisode 20)
- 2008-2010 : Romanzo criminale : Pigreco (Claudio Spadaro) (22 épisodes)
- 2009 : Nip/Tuck : Frank (Matt Roth) (saison 6, épisode 7)
- 2009 : Lie to Me : Howard Taft (Scott Atkinson) (saison 1, épisode 2)
- 2009 : Lost : Les Disparus : l'oncle Doug (Colby French) (saison 5, épisode 16)
- 2009 / 2011 : Castle : Trent Wellesley (Josh Daugherty) (saison 2, épisode 8) / Joe Pulgatti (John Kapelos) (saison 3, épisode 13)
- 2011 : Body of Proof : Chandler (Marc Blucas) (saison 5, épisode 5)
- 2011-2014 : Borgia : Francesc Gacet (Art Malik) (32 épisodes)
- 2011 / 2016-2017 : Game of Thrones : Benjen Stark (Joseph Mawle) (6 épisodes)
- 2012-2013 : Magic City : Vincent Lamb (John Cenatiempo (it)) (10 épisodes)
- 2012-2016 : Major Crimes : l'agent spécial Morris (D.B. Sweeney) (3 épisodes)
- 2012-2018 : New Girl : Russell Schiller (Dermot Mulroney) (8 épisodes)
- 2012-2019 : Veep : Roger Furlong (Dan Bakkedahl) (24 épisodes)
- 2013 : La Bible : Pierre (Darwin Shaw) (mini-série)
- 2015-2017 : Scorpion : Richard Elia (Andy Buckley) (7 épisodes)
- 2015-2018 : Unreal : Asa Goldberg (Barclay Hope) (5 épisodes)
- 2016 : Mistresses : Jonathan Amadi (Navid Negahban) (6 épisodes)
- 2017 : Unforgotten : Hassan Mahmoud (Adeel Akhtar) (6 épisodes)
- 2017 : Harry Bosch : Pell (Jay Seals) (saison 3, épisode 9)
- 2017-2020 : The Sinner : le lieutenant Harry Ambrose (Bill Pullman) (1re voix, saisons 1 à 3)
- 2017-2022 : Ozark : le shérif John Nix (Robert C. Treveiler) (14 épisodes)
- 2018 : Westworld : Antoine Costa (Fares Fares) (5 épisodes)
- 2018 : The Innocents : Doug Squirries (Jason Done)
- 2018-2019 : Blue Bloods : Lenny Ross (Treat Williams) (2e voix, saisons 8 et 9)
- 2020 : Les Enquêtes de Vera : Joe Barry (Martin Walsh) (saison 10, épisode 2)

#### Séries d'animation
- 1991 : Les Simpson : Nigel Tufnel (épisode 57)
- 1993 : Batman, la série animée : Ferris Boyle (épisode 14), Jazzman (épisode 49), Vertigo (épisode 50)
- 1993 : Les Tiny Toons : Foxy (épisode 87), Banana Ice (épisode 90), le chanteur pour enfants (épisode 92)
- 1996[3] : Black Jack : l'agent (OAV 4)
- 2002-2006 : Tibère et la maison bleue : Tibère
- 2018-2020 : Our Cartoon President : Sean Hannity

### Jeux vidéo
- 2001 : Tibère découvre les 5 sens : Tibère
- 2002 : Tibère et la maison bleue : Tibère
- 2006 : Kingdom Hearts 2 : Shang
- 2013 : Dishonored : La Lame de Dunwall : le Superviseur Leonard Hume, des superviseurs et des gardes
- 2013 : Dishonored : Les Sorcières de Brigmore : des gardes
- 2013 : Batman: Arkham Origins - Cold, Cold Heart : Ferris Boyle, chef d'entreprise de Gothcorp
- 2014 : The Evil Within : Ernesto Victoriano
- 2016 : The Witcher 3: Wild Hunt- Blood and Wine : le prince Anséis et divers personnage
- 2017 : The Evil Within 2 : voix additionnelles
- 2017 : Prey : les opérateurs ingénieurs
- 2018 : Kingdom Come: Deliverance : voix additionnelles
- 2019 : The Sinking City : le Dr Grant
- 2020 : Bob l'éponge : Bataille pour Bikini Bottom - Réhydraté : Bubble Buddy et Barnacle Boy

## Théâtre
- 1977 : Quoat-Quoat de Jacques Audiberti, mise en scène Georges Vitaly, Théâtre La Bruyère
- 1985 : Le Testament du jour de Lucette-Marie Sagnières, mise en scène Jean Menaud, Palais des glaces
- 1991 : Les Misérables de C.M Schoenberg et A. Boublil, mise en scène Royal Shakespeare Company, théâtre Mogador
- 2008 : Homosexualité de Jean-Luc Jeener, mise en scène Aurore Ly, Théâtre du Nord-Ouest